# Benca
Benca (francès Benque) és un municipi occità situat en el departament de l'Alta Garona, a la regió d'Occitània.